# Hortensiasläktet
Hortensiasläktet (Hydrangea) är ett släkte i familjen hortensiaväxter. Släktet innehåller 70–100 arter och förekommer i Asien och Amerika. Fler arter odlas som trädgårdsväxter, en odlas som säsongsväxt i kruka.
Släktet innehåller lövfällande eller städsegröna halvbuskar, buskar eller små träd som kan växa upprätta eller vara klättrande. Bladen är vanligen motsatta eller kransställda och är enkla, mer sällan flikiga. Blomställningarna kommer i toppen av skotten, eller i sällsynta fall i bladvecken. Blomställningarna har ibland sterila skyltblommor i kanten av blomställningarna. Hos kulturformer kan de sterila blommorna totalt ha ersätt de fertila. De fertila blommorna är många och vanligen tvåkönade. Frukten är en kapsel.
Namnet Hydrangea kan härledas från grekiskan och översättas till vattenbehållare och har med frökapselns form att göra.
Hortensiasläktets arter är gamla växter, det finns fossila fynd som är 50 miljoner år gamla frön västra USA.

## Etymologi
Hortensia är uppkallad efter matematikern och astronomen Hortense Lepaute (1723-1788), som var reskamrat med den franske botanikern Philibert Commerson (1727-1773), vilken upptäckte växten i Kina under en jorden-runt-resa 1766-1769.

## Bildgalleri

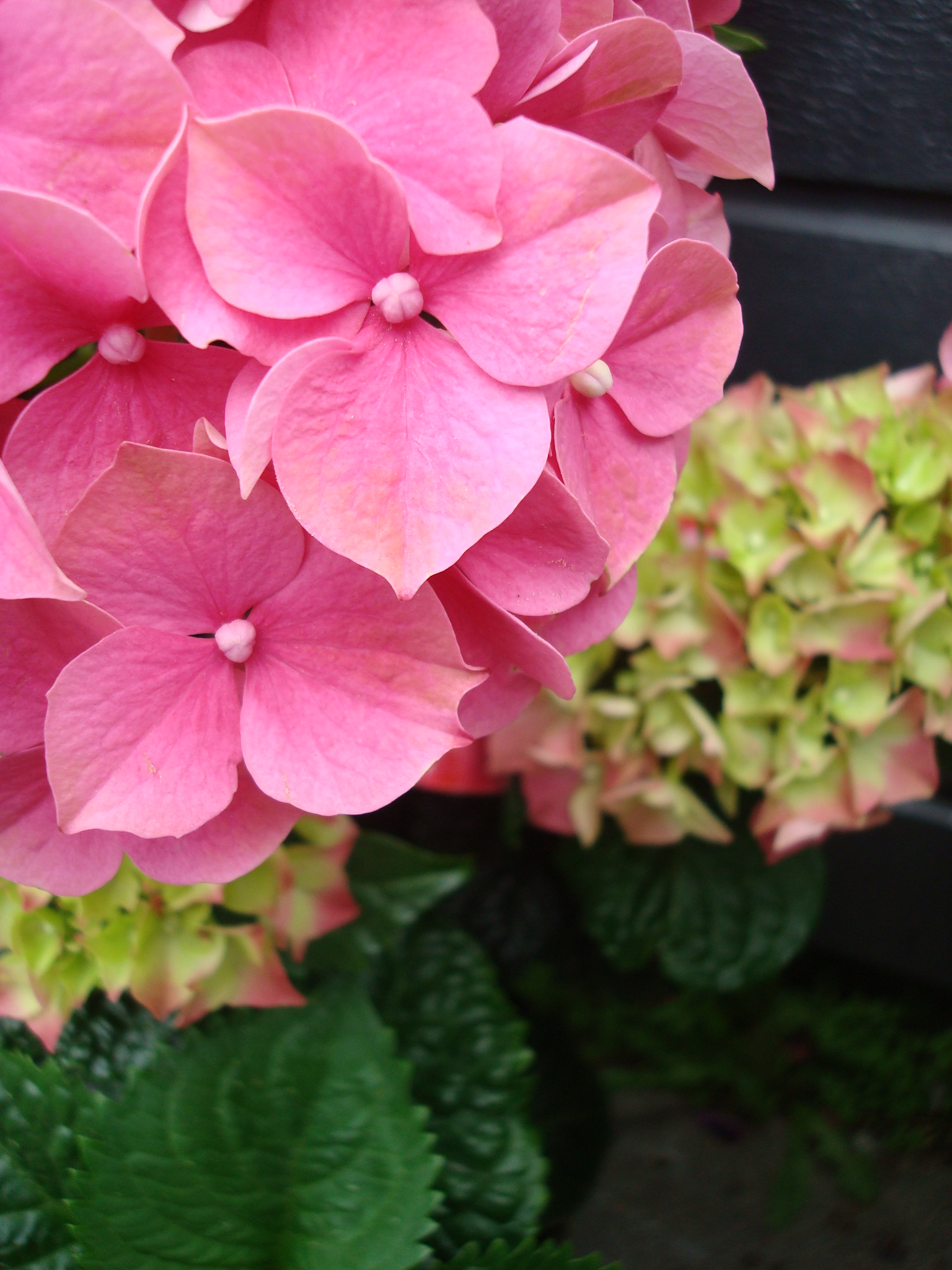
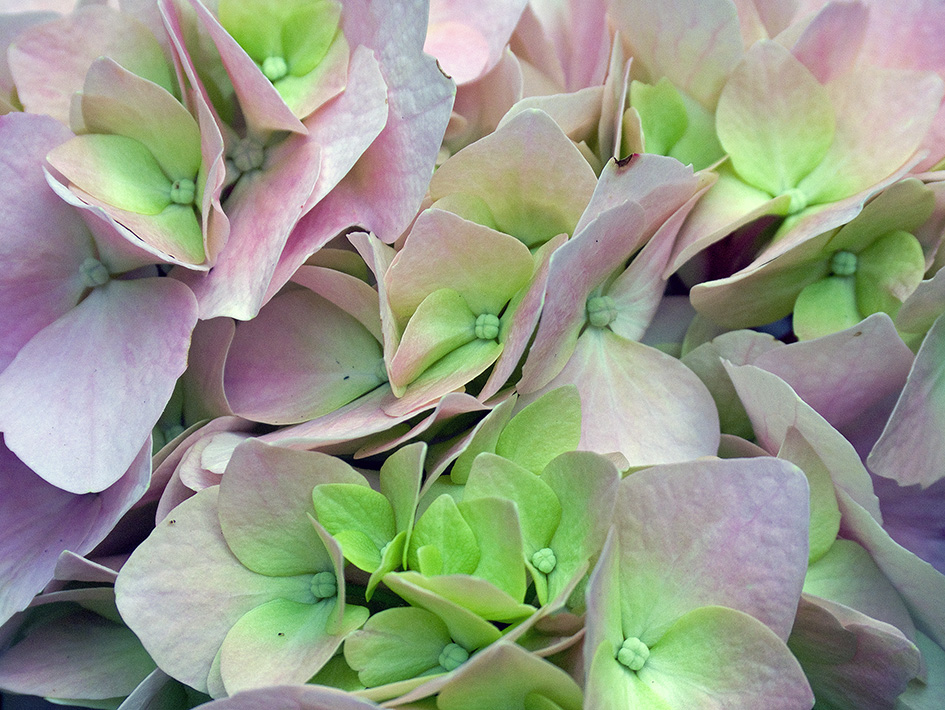
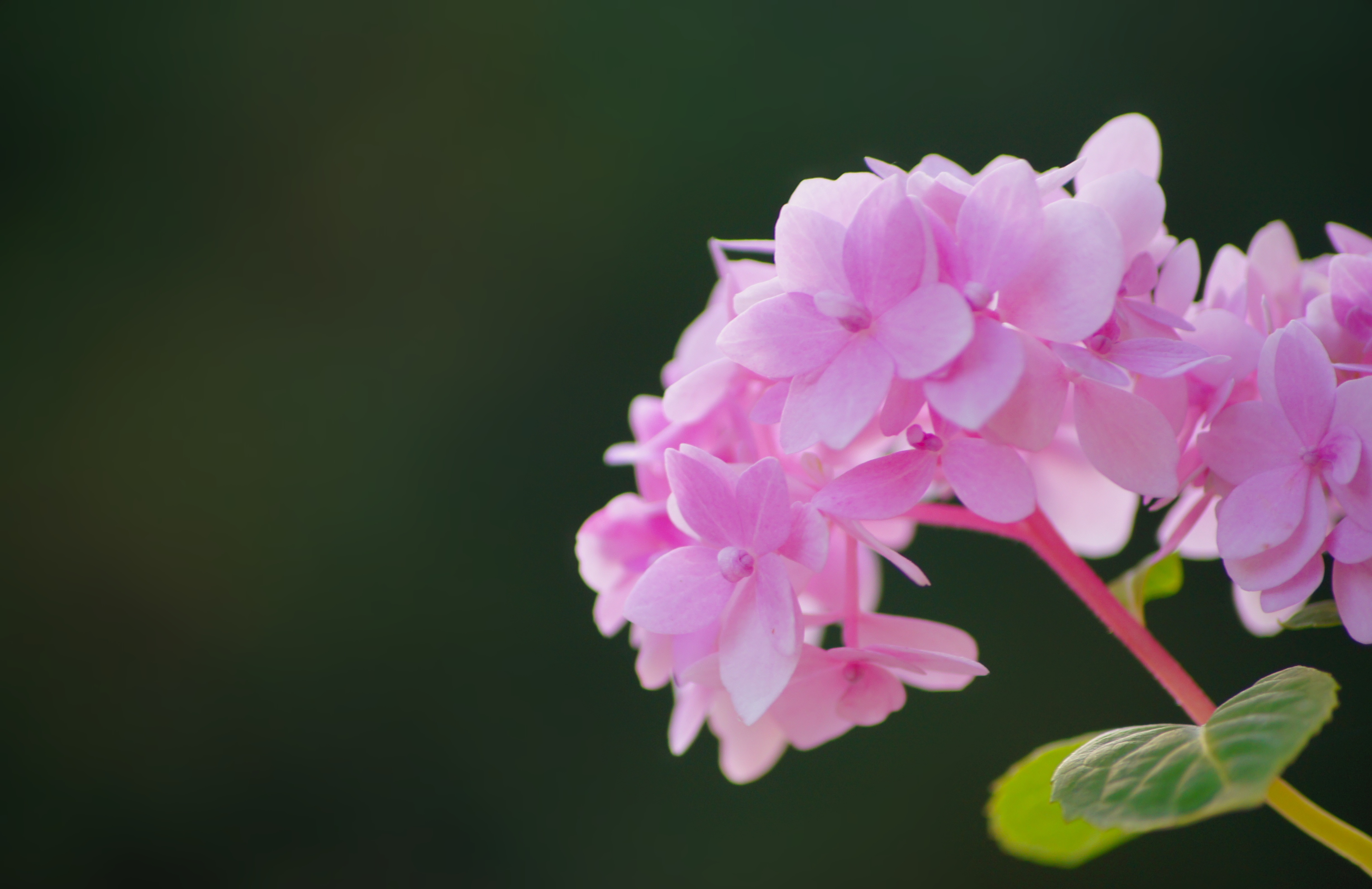
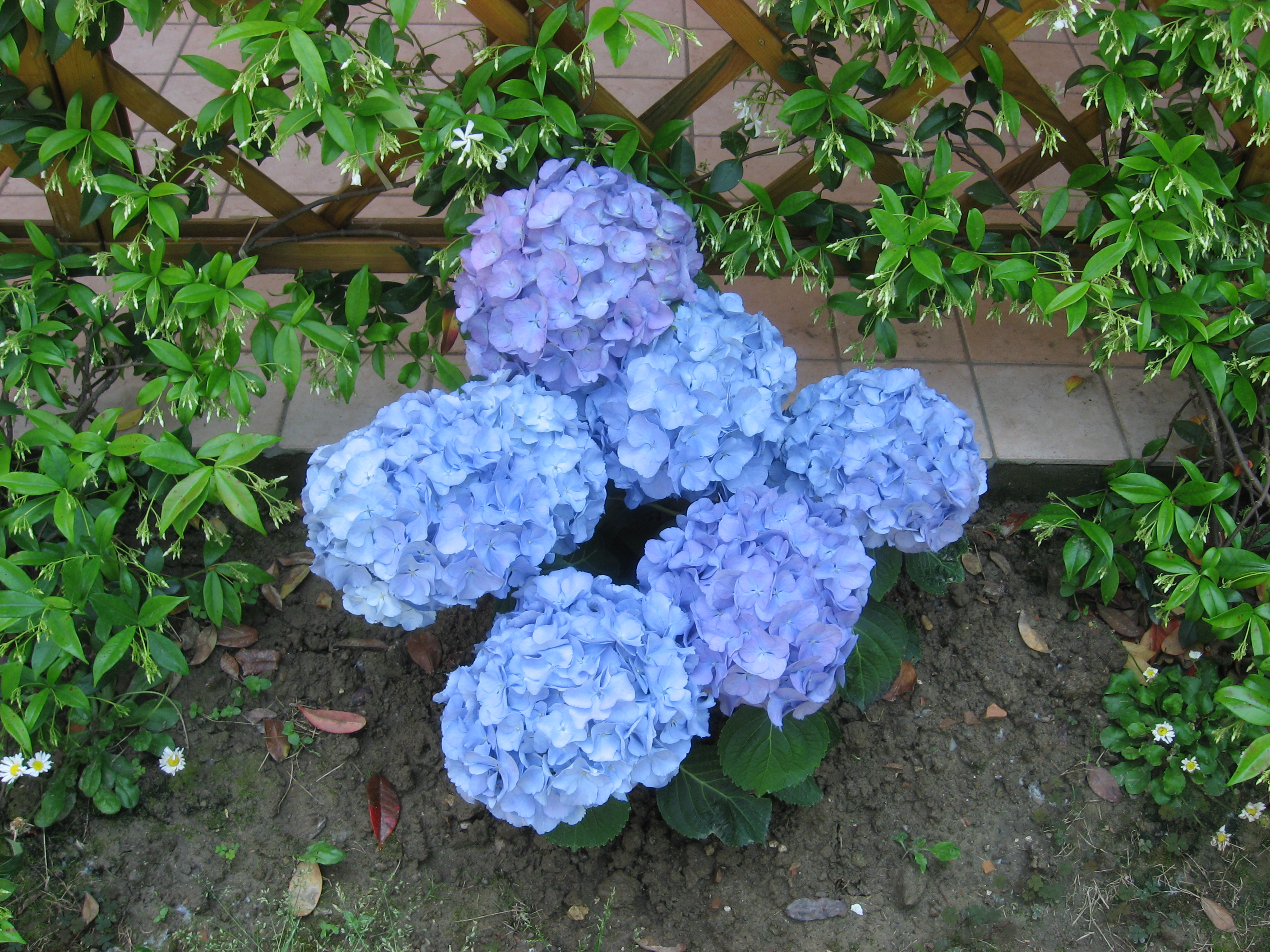
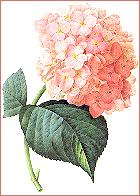
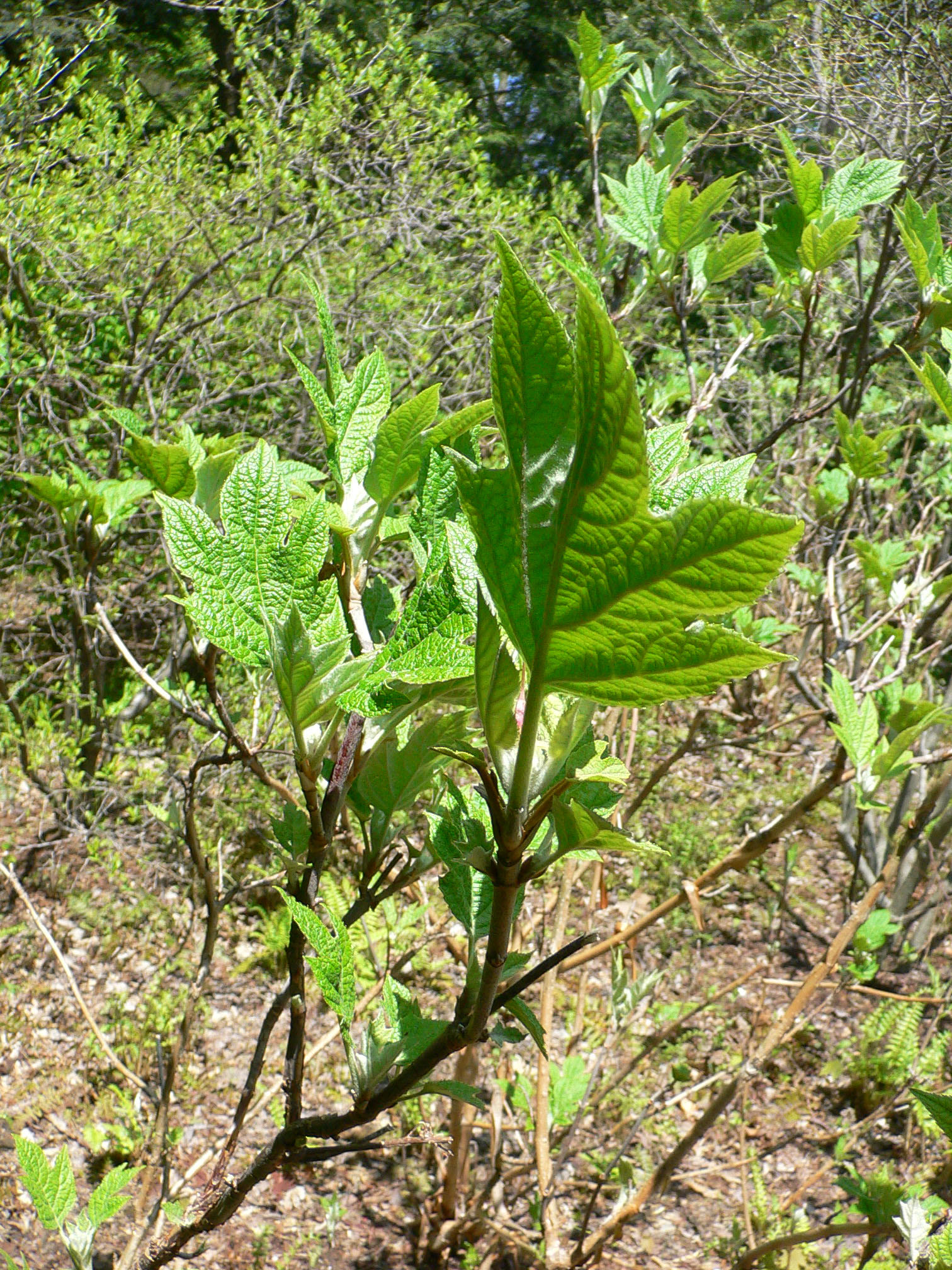

## Dottertaxa till hortensiasläktet, i alfabetisk ordning[1]
- Hydrangea amagiana
- Hydrangea anomala
- Hydrangea arborescens
- Hydrangea aspera
- Hydrangea asterolasia
- Hydrangea bretschneideri
- Hydrangea chinensis
- Hydrangea chungii
- Hydrangea cinerea
- Hydrangea coenobialis
- Hydrangea davidii
- Hydrangea gracilis
- Hydrangea heteromalla
- Hydrangea hirta
- Hydrangea hypoglauca
- Hydrangea integrifolia
- Hydrangea involucrata
- Hydrangea jelskii
- Hydrangea kwangsiensis
- Hydrangea kwangtungensis
- Hydrangea lingii
- Hydrangea linkweiensis
- Hydrangea longifolia
- Hydrangea longipes
- Hydrangea macrocarpa
- Hydrangea macrophylla
- Hydrangea mangshanensis
- Hydrangea mathewsii
- Hydrangea mizushimarum
- Hydrangea nebulicola
- Hydrangea paniculata
- Hydrangea peruviana
- Hydrangea petiolaris
- Hydrangea preslii
- Hydrangea quercifolia
- Hydrangea radiata
- Hydrangea sargentiana
- Hydrangea scandens
- Hydrangea serrata
- Hydrangea serratifolia
- Hydrangea sikokiana
- Hydrangea steyermarkii
- Hydrangea strigosa
- Hydrangea stylosa
- Hydrangea taiwaniana
- Hydrangea tarapotensis
- Hydrangea tetracarpa
- Hydrangea xanthoneura
- Hydrangea zhewanensis